# Игуатама
Игуатама (порт. Iguatama) — муниципалитет в Бразилии, входит в штат Минас-Жерайс. Составная часть мезорегиона Запад штата Минас-Жерайс. Входит в экономико-статистический микрорегион Пиуми. Население составляет 8200 человек на 2006 год. Занимает площадь 627,819 км². Плотность населения — 13,1 чел./км².

## История
Город основан 1 января 1944 года. 

## Статистика
- Валовой внутренний продукт на 2003 год составляет 83 361 191,00 реалов (данные: Бразильский институт географии и статистики).
- Валовой внутренний продукт на душу населения на 2003 год составляет 10 126,48 реалов (данные: Бразильский институт географии и статистики).
- Индекс развития человеческого потенциала на 2000 год составляет 0,786 (данные: Программа развития ООН).